# Hasan Al-Fardan
Hasan Al-Fardan (10. prosinca 1988.) je bahreinski rukometaš. Nastupa za klub  Al-Ahli  i reprezentaciju Bahreina.
Natjecao se na Svjetskom prvenstvu u Francuskoj 2017., gdje je reprezentacija Bahreina završila na 23. mjestu, te u Danskoj i Njemačkoj 2019. (20.). 